# Zapponeta
Zapponeta este o comună din provincia Foggia, regiunea Puglia, Italia, cu o populație de 3.275 locuitori (1 ianuarie 2023) și o suprafață de 41,75 km².

## Demografie
Zapponeta - evoluția demografică

|  | Graficele sunt indisponibile din cauza unor probleme tehnice. Mai multe informații se găsesc la Phabricator și la wiki-ul MediaWiki. |

Date: Recensăminte sau birourile de statistică - grafică realizată de Wikipedia

## Personalități născute aici
- Nicola Di Bari (n. 1940), cântăreț, actor.